# Залевский, Болеслав Николаевич
Болеслав Николаевич Залевский (укр. Болеслав Миколайович Залевський; сентябрь 1896 — апрель 1945) — подполковник Армии УНР, гауптштурмфюрер СС 14-й дивизии СС «Галичина».

## Биография
Родился в местечке Бар Могилёвского уезда Подольской губернии (ныне Винницкая область). Служил в Русской императорской армии, имел звание прапорщика. В 1918 году призван на службу в Армию УНР, нёс службу в отдельной Запорожской дивизии, в 1920—1921 годах командовал 5-м Богдановским куренем 2-й Запорожской бригады 1-й Запорожской дивизии.
В 1923 году эмигрировал в Польшу. Окончил в 1928 году агрономическое отделение Украинской сельскохозяйственной академии в Подебрадах.
Во время Второй мировой войны сотрудничал с немцами, служил с 1943 года в 14-й ваффен-гренадерской дивизии СС «Галичина» (31-й гренадерский полк СС, 2-й батальон). Погиб в апреле 1945 года под Катцендорфом (Австрия).